# Spinophorosaurus
Spinophorosaurus nigerensis
Genre
Espèce
Spinophorosaurus est un genre éteint de dinosaures sauropodes basaux du Jurassique, retrouvé dans la formation géologique du groupe Irhazer, au Niger.
L'espèce type et seule espèce, Spinophorosaurus nigerensis, a été décrite par Kristian Remes (d) et ses collègues en 2009.

## Description

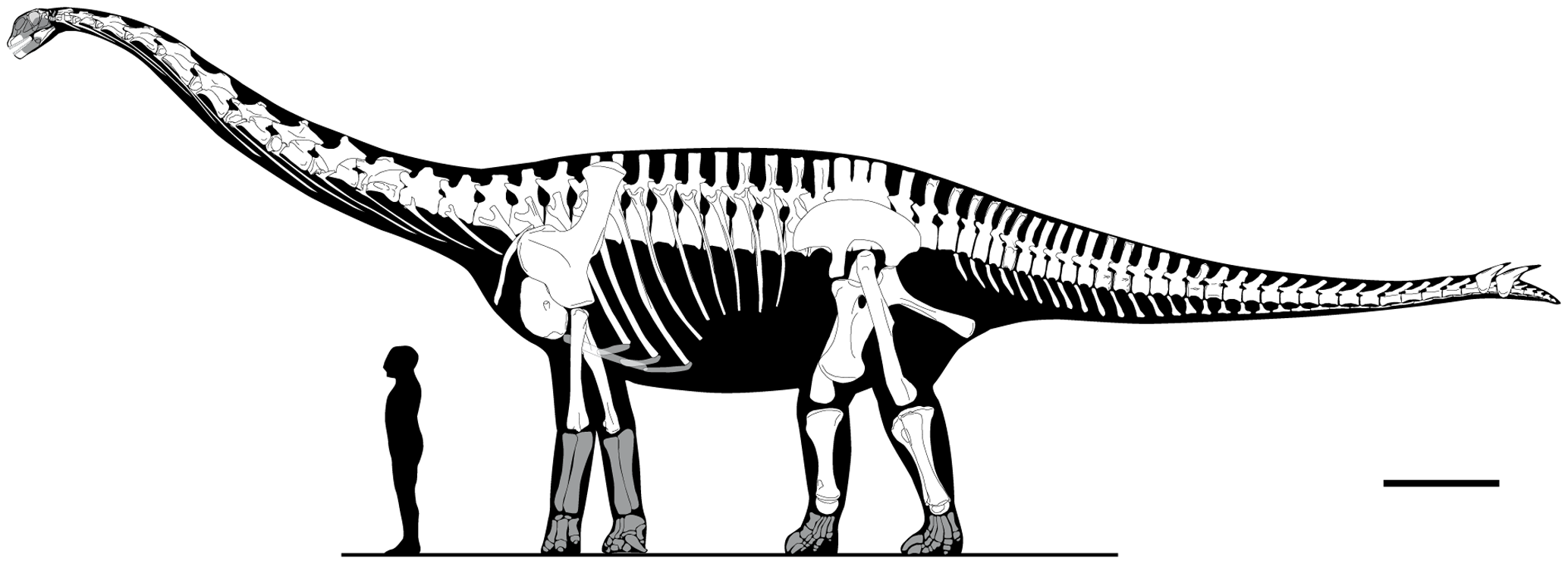
Silhouette et squelette de Spinophorosaurus.
Les os en blanc sont les os retrouvés.
La barre horizontale mesure 1 mètre.

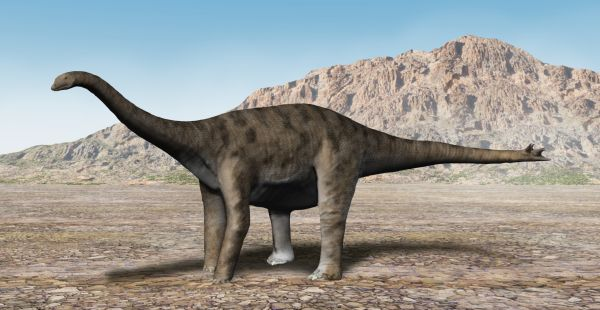
Vue d'artiste de Spinophorosaurus.

L'étude de sa boîte crânienne montre que sa neuroanatomie est, d'une certaine manière, située à mi-chemin entre celle des Sauropodomorpha et celle des Neosauropoda.
Il était le genre type de la famille des Vulcanodontidae aujourd’hui considérée comme paraphylétique.
Il mesurait environ 13 mètres de long et pesait environ 7 tonnes,. 

## Classification
Spinophorosaurus est placé, soit comme un sauropode très basal, en groupe frère du clade des eusauropodes par P. Martin Sander et ses collègues en 2011, soit comme appartenant à ce dernier groupe (L. Xing et ses collègues en 2015).